# Néphrine
La néphrine est une protéine transmembranaire, exprimée au niveau des podocytes, cellules de la capsule de Bowman au niveau du glomérule rénal. Son gène est le NPHS1 situé sur le chromosome 19 humain.

## Rôle
La néphrine interagit avec la podocyne et le CD2AP, activant le PI3K/AKT.

## En médecine
La mutation du gène de la néphrine provoque une protéinurie importante congénitale,.
Les anticorps antinéphrine sont retrouvés dans plusieurs maladies, dont le diabète de type 1 ainsi que plusieurs glomérulopathies.